# Anastrepha bicolor
Anastrepha bicolor är en tvåvingeart som först beskrevs av Stone 1939.  Anastrepha bicolor ingår i släktet Anastrepha och familjen borrflugor. Inga underarter finns listade i Catalogue of Life.